# 第8回全国高等学校バスケットボール選抜優勝大会
第8回全国高等学校バスケットボール選抜優勝大会（だい8かい ぜんこくこうとうがっこうバスケットボールせんばつゆうしょうたいかい）は、1978年3月22日から26日まで代々木体育館別館で開催された全国高等学校バスケットボール選抜優勝大会。

## 出場校
| ブロック | 都道府県 | 男子             | 男子         | 都道府県 | 女子           | 女子         |
| ブロック | 都道府県 | 出場校           | 出場回数     | 都道府県 | 出場校         | 出場回数     |
| -------- | -------- | ---------------- | ------------ | -------- | -------------- | ------------ |
| 北海道   | 北海道   | 東海大学第四     | 3年連続4回目 | 北海道   | 札幌静修       | 3年ぶり3回目 |
| 東北1    | 秋田県   | 能代工業         | 8年連続8回目 | 秋田県   | 大曲           | 4年連続7回目 |
| 東北2    | 山形県   | 日本大学山形     | 4年連続4回目 | 秋田県   | 角館南         | 2年連続4回目 |
| 関東1    | 神奈川県 | 相模工業大学附属 | 4年連続6回目 | 千葉県   | 東金           | 初出場       |
| 関東2    | 茨城県   | 東洋大学附属牛久 | 初出場       | 栃木県   | 宇都宮女子商業 | 3年ぶり4回目 |
| 関東3    | 埼玉県   | 川口工業         | 4年ぶり2回目 | 茨城県   | 日立女子       | 2年連続5回目 |
| 東京都1  | 東京都   | 京北             | 8年連続8回目 | 東京都   | 明星学園       | 2年連続2回目 |
| 東京都2  | 東京都   | 明治大学付属中野 | 3年連続6回目 | 東京都   | 東京成徳       | 7年連続7回目 |
| 北陸     | 石川県   | 石川県立工業     | 2年ぶり5回目 | 石川県   | 金城           | 3年ぶり3回目 |
| 信越1    | 新潟県   | 新潟商業         | 初出場       | 長野県   | 諏訪実業       | 初出場       |
| 信越2    | 新潟県   | 新潟南           | 6年ぶり2回目 | 長野県   | 松本蟻ヶ崎     | 2年ぶり3回目 |
| 東海1    | 岐阜県   | 岐阜農林         | 2年ぶり5回目 | 愛知県   | 市邨学園       | 2年ぶり3回目 |
| 東海2    | 愛知県   | 名城大学附属     | 2年連続3回目 | 静岡県   | 浜松市立       | 3年連続4回目 |
| 東海3    | 愛知県   | 名古屋電気       | 3年連続3回目 | 愛知県   | 星城           | 初出場       |
| 近畿1    | 京都府   | 洛南             | 4年連続4回目 | 兵庫県   | 夙川学院       | 3年連続6回目 |
| 近畿2    | 滋賀県   | 彦根東           | 初出場       | 滋賀県   | 守山           | 2年連続4回目 |
| 近畿3    | 大阪府   | 近畿大学附属     | 初出場       | 大阪府   | 薫英           | 2年ぶり3回目 |
| 中国1    | 島根県   | 松江工業         | 3年連続3回目 | 岡山県   | 就実           | 2年連続2回目 |
| 中国2    | 岡山県   | 岡山理科大学附属 | 初出場       | 山口県   | 宇部女子       | 3年連続4回目 |
| 四国     | 香川県   | 高松商業         | 2年連続4回目 | 高知県   | 市立高知商業   | 初出場       |
| 九州1    | 福岡県   | 福岡大学附属大濠 | 5年連続5回目 | 宮崎県   | 小林           | 2年ぶり2回目 |
| 九州2    | 長崎県   | 市立長崎商業     | 7年ぶり2回目 | 長崎県   | 鶴鳴女子       | 4年連続7回目 |
| 九州3    | 熊本県   | 九州学院         | 2年ぶり3回目 | 鹿児島県 | 鹿児島女子     | 2年連続6回目 |
| 推薦     | 茨城県   | 土浦日本大学     | 4年連続6回目 | 大阪府   | 樟蔭東         | 5年連続5回目 |

## 試合結果

### 男子
1回戦
- 石川県立工業 63 - 62 川口工業
- 明治大学付属中野 62 - 60 名古屋電気（OT）
- 新潟南 91 - 90 相模工業大学附属
- 市立長崎商業 79 - 75 東洋大学附属牛久

- 名城大学附属 101 - 68 東海大学第四
- 高松商業 84 - 60 近畿大学附属
- 岡山理科大学附属 98 - 78 九州学院
- 彦根東 70 - 57 日本大学山形

2回戦
- 新潟商業 79 - 67 名城大学附属
- 高松商業 83 - 75 松江工業
- 京北 106 - 62 岡山理科大学附属
- 彦根東 68 - 67 土浦日本大学

- 洛南 81 - 70 石川県立工業
- 福岡大学附属大濠 76 - 72 明治大学付属中野
- 岐阜農林 86 - 67 新潟南
- 能代工業 87 - 80 市立長崎商業

準々決勝
- 高松商業 87 - 70 新潟商業
- 京北 85 - 51 彦根東
- 福岡大学附属大濠 79 - 73 洛南
- 岐阜農林 65 - 62 能代工業

準決勝
- 岐阜農林 72 - 70 福岡大学附属大濠
- 京北 85 - 72 高松商業

3位決定戦
- 福岡大学附属大濠 86 - 85 高松商業

決勝
- 京北 76 - 67 岐阜農林

### 女子
1回戦
- 浜松市立 54 - 50 東京成徳
- 諏訪実業 75 - 73 鹿児島女子
- 宇部女子 69 - 65 市立高知商業
- 薫英 73 - 56 星城

- 夙川学院 73 - 63 日立女子
- 鶴鳴女子 72 - 51 金城
- 守山 84 - 42 札幌静修
- 角館南 88 - 65 宇都宮女子商業

2回戦
- 樟蔭東 87 - 50 浜松市立
- 東金 53 - 37 諏訪実業
- 市邨学園 80 - 60 宇部女子
- 小林 72 - 48 薫英

- 夙川学院 82 - 50 松本蟻ヶ崎
- 鶴鳴女子 78 - 57 就実
- 大曲 76 - 62 守山
- 明星学園 76 - 58 角館南

準々決勝
- 樟蔭東 73 - 44 東金
- 小林 59 - 58 市邨学園
- 鶴鳴女子 51 - 45 夙川学院
- 明星学園 75 - 56 大曲

準決勝
- 小林 64 - 45 樟蔭東
- 鶴鳴女子 61 - 55 明星学園

3位決定戦
- 樟蔭東 72 - 45 明星学園

決勝
- 小林 66 - 54 鶴鳴女子

## 大会ベスト5
男子
- 伊藤伸次 (京北№・年)
- 鈴木武 (京北№・年)
- 西脇博幸 (岐阜農林№・年)
- 渋木俊則 (岐阜農林№・年)
- 松岡修 (高松商業№・年)

女子
- 竹山とよ子 (小林№・1年)
- 早田久美子 (小林№・年)
- 熊谷繁子 (鶴鳴女子№・年)
- 橋詰節子 (樟蔭東№・年)
- 野口淳子 (明星学園・№・年)